# Liste von Persönlichkeiten der Stadt Bad Salzuflen
Diese Liste von Persönlichkeiten der Stadt Bad Salzuflen enthält Personen, die in einem besonderen Verhältnis zur Stadt Bad Salzuflen in Nordrhein-Westfalen stehen. Dazu zählen die zu Ehrenbürgern ernannten, sowie berühmte Personen, die in Bad Salzuflen geboren wurden oder in einem bedeutenden Zusammenhang zur Stadt stehen.

## Ehrenbürger
- Eduard Hoffmann (1832–1894), Fabrikant. Verliehen am 5. Juni 1888. Er brachte die von seinem Vater gegründeten und für die Entwicklung der Stadt bedeutsamen Hoffmann’s Stärkefabriken zu Weltruhm.
- Otto von Bismarck. Zum 80. Geburtstag im Jahr 1895 verliehen, gemeinschaftlich mit den übrigen Städten des Landes Lippe.
- Reinhold Meyer (* 13. Februar 1833 in Bückeburg; † 2. April 1910 in Salzuflen), Geheimer Sanitätsrat. Verliehen im Februar 1909. Er war Leiter des Städtischen Krankenhauses sowie der Kinderheilanstalt und hat sich als Arzt hohe Verdienste um die Stadt erworben.
- Paul von Hindenburg. Am 28. April 1933 verliehen „als dem Schirmherrn des neuen Deutschlands“.

## Söhne und Töchter der Stadt
Folgende Personen sind in den Grenzen des heutigen Bad Salzuflen geboren:
- Johann Schröder (1600–1664), Arzt und Pharmazeut, Autor des Buches Artzney-Schatz
- Johann Friedrich Reinert (1769–1820), Philologe und Rektor am Gymnasium in Lemgo; geboren im Stadtteil Wüsten
- Heinrich Hasse (1791–1868), Medizinalrat und Stadtphysikus in Salzuflen und Initiator des Badebetriebes
- Rudolph Brandes (1795–1842), Mitbegründer des Apothekervereins und Namenspate des Rudolph-Brandes-Gymnasiums im Schulzentrum Lohfeld
- Heinrich Karl Brandes (1798–1874), Rektor des Gymnasiums zu Lemgo, Reiseschriftsteller
- Friedrich Ludwig von Medem (1799–1885), Archivar und Historiker, geboren im Stadtteil Schötmar
- Friedrich Begemann (1803–1829), Schriftsteller und Dichter aus Biemsen
- August Eschenburg (1823–1904), preußischer Kabinettsminister im Fürstentum Lippe, geboren im Stadtteil Schötmar
- Friedrich Brandes (1825–1914), Theologe
- Ludwig Hölzermann (1830–1870), Offizier, Militärhistoriker und Numismatiker
- Max von Gevekot (1845–1916), Jurist, lippischer Staatsminister und Regierungschef im Fürstentum Lippe
- Korl Biegemann (1854–1937), Arzt und lippischer Mundartdichter, geboren auf Gut Volkhausen im Stadtteil Retzen
- Eduard Wolff (1855–1905), Unternehmer und Gemeindevorsteher in Schötmar sowie Mitglied des Lippischen Landtags
- Leberecht Carl Heinrich Hoffmann (1863–1928), Unternehmer und Politiker
- Albert Krecke (1863–1932), Chirurg
- Georg Capellen (1869–1934), Komponist und Musikwissenschaftler
- Gustav Schalk (1874–1930), Mitglied des Lippischen Landtags, Präsident der Landwirtschaftskammer, Vorsteher (Bürgermeister) Unterwüstens
- Rudolf Günther (1880–1941), Architekt, geboren im Stadtteil Schötmar
- Gerhard Mensch (1880–1940), Bauingenieur, geboren im Stadtteil Schötmar
- Wilhelm Meier (1887–1957), Schuhmacher und Politiker, Mitglied des Lippischen Landtags
- Heinrich Schwanold (1887–1932), Lehrer und Heimatforscher
- Friedrich Frisius (1895–1970), Vizeadmiral im Zweiten Weltkrieg, Festungskommandant von Dünkirchen
- August Prüßner (1895–1970), Politiker und Landtagsabgeordneter (NSDAP)
- Karel Niestrath (1896–1971), Bildhauer
- Heinrich Welslau (1918–1991), Politiker (SPD), von 1969 bis 1976 Bürgermeister der Stadt Bad Salzuflen, geboren im Stadtteil Werl-Aspe
- Friedrich-Wilhelm Grunewald (1920–2001), deutscher General
- Hermann Winter (1922–1988), Maler und Grafiker
- Peter Bernholz (1929–2024), Wirtschaftswissenschaftler
- Ingrid Hartmann (1930–2006), Kanutin
- Muhammad Salim Abdullah (1931–2016), muslimischer Journalist und Seniordirektor des Zentralinstituts Islam-Archiv-Deutschland
- Kurt Müller (* 1933), Schriftsteller
- Horst Steinmann (* 1934), Wirtschaftswissenschaftler und emeritierter Professor
- Arnold Schönhage (* 1934), Mathematiker, Informatiker und emeritierter Professor, geboren im Stadtteil Lockhausen
- Hildegard Ochse (1935–1997), Fotografin
- Fritz W. Kramer (1941–2022), Ethnologe
- Reinhard Steege (* 1943), Jurist und Richter am Bundessozialgericht; geboren im Stadtteil Schötmar
- Manfred Brüning (* 1944), Autor und Geistlicher
- Siegfried-Hermann Hirsch (1945–2019), Verleger und Autor
- Ulla Klomp (* 1945), Schriftstellerin und Künstlerin
- Hartmut Niederwöhrmeier (* 1945), Architekt und Hochschullehrer
- Wolfgang-Ekkehard Scharlipp (* 1947), Turkologe, Tibetologe und Indologe
- Jürgen von der Lippe (* 1948), Fernsehmoderator und Komiker
- Kurt Dröge (* 1951), Volkskundler
- Hans-Ulrich Wittchen (* 1951), Klinischer Psychologe und Psychotherapeut
- Janina Klassen (* 1953), Musikwissenschaftlerin
- Klaus Leroff (1953–2024), Politiker (CDU)
- Andreas Lukoschik (* 1953), Fernsehmoderator, Schauspieler und Autor
- Leonie Baumann (* 1954), Diplompädagogin, Kuratorin und Publizistin
- Ute Frevert (* 1954), Historikerin, geboren im Stadtteil Schötmar
- Birgit Meineke (* 1956), Germanistin und Namensforscherin, geboren im Stadtteil Schötmar
- Axel Brakhage (* 1959), Mikrobiologe
- Klaus Kelle (* 1959), Journalist, Publizist und Medienunternehmer
- Peter Klein (* 1959), Leichtathlet, geboren im Stadtteil Schötmar
- Bettina Herlitzius (* 1960), Politikerin (Bündnis 90/Die Grünen)
- Barbara Ostmeier (* 1961), Politikerin (CDU)
- Jörg Sasse (* 1962), Fotograf
- Bernadette La Hengst (* 1967), Musikerin (Die Braut haut ins Auge)
- Alexandra Althoff (* 1977), Theatermacherin, Leiterin des Max Reinhardt Seminars in Wien

## Weitere Persönlichkeiten
Folgende Persönlichkeiten sind mit der Stadt verbunden:
- Christian Antze (1775–1845), Jurist und Politiker, von 1802 bis 1835 Bürgermeister der Stadt Salzuflen
- Heinrich Salomon Hoffmann (1794–1852), Gründer der „Hoffmann’s Stärkefabriken“
- Johann Heinrich von Lengerke (1825–1906), Politiker, Präsident des Lippischen Landtags und Mitglied des Deutschen Reichstags.
- Nikolaus Dürkopp (1842–1918), Unternehmer und Mechaniker
- Christian Hoppenstock (1859–1936), Politiker (SPD), Mitglied des Lippischen Landtags und des Stadtrats in Salzuflen
- Karl Heldmann (1872–1914), Bürgermeister in Salzuflen
- Joseph Plaut (1879–1966), Rezitator und lippischer Heimatdichter
- Gustav Wolff (1881–1965), Lehrer/Schulleiter an der Schule am Kirchplatz und Ornithologie
- Artur Schweriner (1882–1941), Lehrer der jüdischen Gemeinde (1903–1906), Schriftsteller und Journalist
- Kurt Meyer-Rotermund (1884–1977), Schriftsteller, Lyriker und Essayist
- Walter Baade (1893–1960), Astronom und Astrophysiker, wählte Bad Salzuflen zu seinem Ruhesitz und wurde dort beigesetzt. Im Jahr 2005 wurde die Sternwarte im Schulzentrum Lohfeld nach ihm benannt.
- Emil Schulz-Sorau (1901–1989), Kunstmaler und Grafiker
- Richard Sprick (1901–1968), Zeichner, Porträt- und Landschaftsmaler
- Heinz Krekeler (1906–2003), Physikochemiker, war erster Botschafter der BRD in den USA und deutscher Vertreter in der Euratom-Kommission.
- Christian Rietschel (1908–1997), Schriftsteller, Kunsthistoriker, Grafiker und evangelischer Theologe; lebte von 1973 bis zu seinem Tod in Bad Salzuflen.
- Alfred Ziethlow (1911–2003), Maler und Zeichner; verbrachte die 18 letzten Jahres seines Lebens in Bad Salzuflen.
- Hans Rübenstrunk (1926–1976), Stadtdirektor zunächst in Schötmar, später Bad Salzuflen
- Hans Leo Kornberg (1928–2019), britisch-US-amerikanischer Biochemiker, wohnte bis zu seiner Emigration 1939 in Bad Salzuflen[1]
- Helmut Martin Rieger (* 1943), Politiker (SPD), Mitglied des Europäischen Parlaments
- Gerhard Schröder (* 1944), Politiker (SPD), ehemaliger Bundeskanzler, aufgewachsen (1945 bis 1956) im Stadtteil Wülfer-Bexten.[2][3]
- Michael Diekmann (* 1954), ehemaliger Vorstandsvorsitzender Allianz SE, Mitglied im Aufsichtsrat von BASF, Linde AG und Siemens, aufgewachsen in Bad Salzuflen
- Uwe Voehl (* 1959), Schriftsteller
- Christoph Thoke (* 1960), Filmproduzent
- Bernd Begemann (* 1962), Musiker, Mitbegründer der Hamburger Schule (Popmusik), aufgewachsen in Bad Salzuflen
- Michael Larsen (* 1965), Sänger, Moderator, Komponist und Textdichter
- Thomas Helmer (* 1965), Fußballspieler, Europameister 1996, aufgewachsen in Bad Salzuflen
- Jochen Distelmeyer (* 1967), Musiker, ehemaliger Kopf der Band Blumfeld
- Manon Sander (* 1970), Autorin, aufgewachsen in Bad Salzuflen
- Sven Deutschmanek (* 1976), Kunst- und Antiquitätenhändler
- Wiebke Muhsal (* 1986), Thüringer AfD-Landtagsabgeordnete 2014–2019, Politikerin der AfD, aufgewachsen in Bad Salzuflen